# Кшекоти
Кшекоти (пол. Krzekoty, нім. Groß Hasselberg) — село в Польщі, у гміні Лельково Браневського повіту Вармінсько-Мазурського воєводства.
Населення — 141 особа (2011).
У 1975-1998 роках село належало до Ельблонзького воєводства.

## Демографія
Демографічна структура станом на 31 березня 2011 року:
|          | Загалом | Допрацездатний вік | Працездатний вік | Постпрацездатний вік |
| -------- | ------- | ------------------ | ---------------- | -------------------- |
| Чоловіки | 80      | 17                 | 55               | 8                    |
| Жінки    | 61      | 14                 | 34               | 13                   |
| Разом    | 141     | 31                 | 89               | 21                   |